# Pouteria amapaensis
Pouteria amapaensis é um espécie de planta na família Sapotaceae e no gênero Pouteria. É encontrada no Brasil, especialmente no estado do Amapá e região Norte.